# Flüssiges Biomethan
Flüssiges Biomethan, auch LBM (Liquified Biomethane), Bio-LNG oder Regeneratives LNG genannt, ist bei vollständiger Verbrennung ein klimaneutraler Kraftstoff aus verflüssigtem regenerativ erzeugten Methan. Es ermöglicht den Transport und die Lagerung großer Mengen regenerativer Energie und ist der direkte Ersatz für LNG (Liquified Natural Gas) aus fossilem Erdgas. Biomethan ist in jeder Form ein starkes Treibhausgas, so dass durch Verluste bei Produktion, Lagerung und Transport wie auch der Methanschlupf in Motoren die Umweltbilanz schlechter ausfallen kann als bei Diesel bzw. Schiffsdiesel.

## Eigenschaften
Das aus regenerativen Rohstoffen erzeugte flüssige Biomethan (LBM) ist ein qualitativ hochwertiger Biokraftstoff mit hoher Energiedichte. Er kombiniert die Vorteile von Flüssigerdgas als Treibstoff mit Klimaneutralität.
Flüssiges Biomethan bleibt unter atmosphärischem Druck flüssig bei −162 °C (Siedepunkt bei über 99,6 % Biomethananteil), ist lagerungsfähig und leicht transportierbar. Der tiefkalte Energieträger eröffnet die Möglichkeit, Bioenergie über lange Zeit zu speichern oder LNG zu ersetzen. Der Heizwert beträgt 5870 kWh/m³ bei −162 °C. Im Vergleich zu Biogas mit beispielsweise 55 % Biomethananteil und nur zirka 5,5 kWh/m³ bei 21 °C ist die Energiedichte etwa um den Faktor 1000 höher. Im Vergleich zu LNG, das durchschnittlich 98 % Methan und 2 % Ethan enthält, kann flüssiges Biomethan bis 99,8 % Methan enthalten. Der Rest ist Kohlendioxid. Ein Normkubikmeter flüssiges Biomethan enthält 600 Normkubikmeter gasförmigen Biomethans. Der Brennwert in regasifizierter Form beträgt bis zu 11,04 kWh/m³ und in flüssiger Form bis zu 6622 kWh/m³.
Im Vergleich wird gasförmiges Biomethan für Erdgasfahrzeuge durch Kompression bis maximal 240 Bar komprimiert (CBM, Compressed Biomethane). Bezogen auf den Brennwert erzeugt verflüssigtes Methan 28 % weniger Kohlendioxid als Dieselkraftstoff. In der Klimabilanz sind LBM und LNG um 28 % besser als Schweröl für Schiffe. Im Vergleich zu Schweröl ist die Energiedichte von verflüssigtem Biomethan wie auch LNG etwa nur halb so groß.
LBM erzeugt wie auch LNG bei der Verbrennung fast keine Stickoxid und kaum Partikelemissionen. Es sind des Weiteren keine Schwermetall- oder Schwefeloxidemissionen zu erwarten. Sollte jedoch Biomethan bei Produktion, Transport, Lagerung oder unvollständiger Verbrennung im Brennraum von Motoren entweichen (Methanschlupf, engl.: methane slip), wirkt das unverbrannte Methan in der Atmosphäre bis zu 30 mal stärker als das Treibhausgas Kohlendioxid. Einige Quellen geben Klimaschädlichkeit abweichend mit dem Faktor 20 bis 25, bzw. 32 gegenüber CO2 an.
Der Methanschlupf beträgt bei Schiffsmotoren bis zu ca. 2 %. Alleine diese Methanemission macht das LBM als Alternativer Kraftstoff in Schiffsmotoren klimaschädlicher als Diesel.
In mindestens einem 2-Takt Schiffsmotorkonzept soll dieses Problem nicht auftreten (Stand 2018). Bei der Herstellung von verflüssigtem Biomethan und LNG kann der Methanschlupf allerdings bis zu 8 % betragen. Hauptverursacher ist ein sehr preisgünstiges Gastrennverfahren, das aber bei der Abtrennung unerwünschter Gase gleichzeitig aber auch einen technologisch bedingten Anteil Methan entfernt. Andere Rohgas-Aufbereitungsverfahren haben weniger Metanschlupf, sind jedoch teurer. Die Emission von Bio-LNG bei der Lagerung findet vor allem bei verlustbehafteter Lagerung statt (siehe unten). Für den Transport per Pipeline und Verteilung in Ortsnetzen werden verschieden hohe Verluste angegeben. Sie unterscheiden sich bei den Annahmen zu unauffindbaren Gaslecks bzw. in der Reaktionszeit auf erkennbare Gaslecks.
Die Gefahren, die vom tiefgekühlten flüssigen Biomethan ausgehen, sind die gleichen wie bei Flüssigerdgas (LNG). Das Expansionsverhältnis von flüssig zu gasförmig beträgt 1:600. Unter atmosphärischem Druck kühlt sich die Flüssigkeit durch die bei der Siedetemperatur frei werdende Verdampfungskälte, wobei gasförmiges Methan entweicht und aufgefangen werden sollte. In geschlossenen 40 Bar Druckbehältern kann sich die Flüssigkeit ohne Gefahr bis −120 °C erwärmen.

## Vorprodukte
Wie bei Bio-SNG und komprimiertem Biomethan (CBM, Compressed Biomethane) können als Ausgangsstoff alle Gase mit Methananteil Verwendung finden, die aus Abfällen oder Biomasse entstehen.
- Synthesegas aus der Biomassevergasung, z. B. Holzgas mit 13 % Methananteil aus dem Lignin und der Cellulose
- Biogas aus anaerober Gärung von Biomasse in kontrollierter Umgebung wie Biogasanlagen mit 50–75 % Biomethan
- Klärgas aus anaeroben Gärungen in Faultürmen
- Gas aus anaeroben Zersetzungsprozessen in oberflächennahen Bodenschichten, z. B. Deponiegas, Moorgas oder Sumpfgas

Dem nachhaltigen Anspruch folgend, wird für verflüssigtes Biomethan die Verwendung von Biogas, Klärgas und leicht erschließbaren Quellen im Freiland (Deponiegas) der Vorzug gegeben. Eine Biomassevergasung hat zwar den Vorteil, dass auf kleinem Raum viel Biogas in kurzer Zeit erzeugt werden kann, jedoch sind dazu hohe Temperaturen Voraussetzung, was den Wirkungsgrad reduziert.

## Herstellung
Voraussetzung für eine ökonomisch sinnvolle Verflüssigung von Biogas mit industriellen Methoden ist bislang ein minimaler Volumenstrom von etwa 250 m³/h. Der Prozess beginnt mit der Biogasaufbereitung, in der Dämpfe und Gase entfernt werden, bevor das gereinigte Gas kryogen verflüssigt wird.

### Kleinanlagen für dezentrale Biogasanlagen
Bei Biogasanlagen liegt der Volumenstrom in der Regel deutlich unter der Grenze zur Wirtschaftlichkeit. Damit eine Verflüssigung bei einem Volumenstrom von 25 m³/h Rohbiogas ökonomisch sinnvoll wird, ist der Aufwand klein zu halten und die Produktion von vermarktbarem Trockeneis nötig.
Daraus ergibt sich, dass während des Gesamtprozesses keine Gase oder Dämpfe zugeführt werden, die nicht schon im Rohbiogas enthalten sind. Auch auf toxische feste Materialien wird verzichtet. Verbrauchsmaterialien werden minimiert oder vermieden. Filter und Adsorptionsmittel sollten möglichst häufig regenerierbar oder der normalen Abfallentsorgung zuführbar sein. Anfallende Lösungen und Kondensate sollen rückführbar oder weiterverwendbar sein. Die kryogene Verflüssigungsanlage soll möglichst wartungsfrei und einfach sein.
Unter diesen Voraussetzungen sind Schwefelverbindungen, Ammoniak und Wasserdampf durch eine anaerobe Gasaufbereitung vollständig zu entfernen. Die Grobentschwefelung wird durch ein internes chemisches Entschwefelungsverfahren bereits im Gärmaterial vorgenommen. Die Feinentschwefelung unter die Nachweisgrenze erbringen ein speziell angepasster Aktivkohlefilter und regenerierbare eisenhaltige Pellets durch Adsorption. Ammoniak wird zuerst in einem Gaswäscher reduziert und die Reste in Aktivkohle gebunden. Das Rohgas hat beim Eintritt in die Gasaufbereitung 37 °C und fast 100 % rel. Luftfeuchte. Durch Kondensation an einer kühlen Oberfläche wird das Gas getrocknet. Reste der Feuchtigkeit werden durch regenerierbares Silicagel und durch regenerierbare Zeolithe absorbiert. In einer Biogasanlage mit Kraft-Wärme-Kopplung wird das Rohbiogas ähnlich aufbereitet, sodass sich Synergieeffekte ergeben.
Danach folgt eine druckfreie dreistufige kryogene Kühlung. In der Vorkühlung wird das Gas auf zirka −78 °C gebracht, wodurch letzte Reste von Schwefelwasserstoff, Ammoniak und Wasserdampf ausfrieren. In der zweiten Kühlstufe wird das behandelte BioGas auf zirka −153 °C gebracht. Dabei resublimiert Kohlendioxid an Kondensationskeimen zu Trockeneis in Form von Flocken oder festem Kristall. Die dritte und letzte Kühlstufe erzeugt verflüssigtes Biomethan mit zirka −163 °C. Während das Methan kondensiert, bleiben Sauerstoff und Stickstoff gasförmig und werden abgeleitet. Es bleibt flüssiges Biomethan mit einer Reinheit von 98–99,8 %. Der Rest ist Kohlendioxid. Dabei sind 0,2 % Kohlendioxidanteil anscheinend nicht zu verhindern, aber höhere Konzentrationen weisen auf zu wenige Kondensationskerne oder zu hohen Gasstrom in der zweiten Kühlstufe hin.

## Lagerung und Transport
Mit der seit 60 Jahren aufgebauten LNG-Tank- und Transportinfrastruktur kann das verflüssigte Biomethan weltweit gelagert, transportiert und vermarktet werden.
Das verflüssigte Biomethan muss ständig auf einer tiefen Temperatur gehalten werden. Die einfachste Art, große Mengen LBM oder LNG zu speichern, ist die Lagerung bei atmosphärischem Druck in hochisolierten Kryotanks. Dabei wird die Kryotemperatur durch die Verdampfungskälte am Siedepunkt gehalten. Das dabei entstehende gasförmige Biomethan, technisch Boil-off-Gas (BOG) genannt, wird aufgefangen. Bei verlustloser Lagerung wird dieses Biomethangas kryogen rückverflüssigt und zurückgeleitet. Dieser Prozess kann passiv durch Flüssigstickstoff (LIN, Siedepunkt −196 °C) oder aktiv durch ein Kühlaggregat erfolgen. Werden die Boil-off-Gase anderweitig verbraucht oder abgefackelt, ist es eine verlustbehaftete Lagerung.
In druckfesten Kryotanks kann das flüssige Biomethan auch bei warmen −120 °C gelagert werden.
Ein passender Tankwagen kann 14.000 Liter flüssiges Biomethan oder LNG transportieren.

## Verwendung
Flüssiges Biomethan (LBM) kann das aus fossilem Erdgas gewonnene LNG (Liquified Natural Gas) ohne Umstellungskosten ersetzen. Vor der Verwendung regasifiziert es zu nahezu reinem Biomethan. Hauptanwendungsgebiete sind:
- Klimaneutraler Personen- und Warentransport mit Bussen, LKW und Schiffen[3][4]
- Nachhaltige Stromerzeugung[3][4]
- Speicherung von Bioenergie[3]
- Stromveredelung durch geplanten Dispatch oder durch Reaktion auf die Stromhandelspreise[3]
- Einspeisung als klimaneutrales Biomethan in das Erdgasnetz
- Klimaneutrale Wärmeerzeugung[4]
- Nachhaltige Energieversorgung von Inselsystemen

Bei der Regasifizierung des tiefkalten LBM fällt Kälte als Nebenprodukt an. Diese bleibt in der Regel ungenutzt, kann aber zur Kühlung in Klimaanlagen, Kühlräumen u. ä. weiterverwendet werden.
Flüssiges Biomethan wird in reinen Gasmotoren, Dual-Fuel-Motoren und Gasturbinen verbrannt. Dabei ist der Methanschlupf durch eine effiziente Verbrennung zu minimieren.
Durch LBM-/LNG-Motoren in Schiffen gibt es kaum Belastungen für Menschen im näheren Umkreis, verglichen mit den heute üblichen Schiffsdiesel- und Schweröl-Emissionen. Besonders für die Akzeptanz von Hafenverkehr, Fährverkehr und Binnenschifffahrt ist der LBM-Antrieb interessant.
LKW und Busse mit LBM oder LNG als Treibstoff haben eine doppelte Reichweite gegenüber vergleichbaren Erdgasfahrzeugen mit CNG-Antrieb (Compressed Natural Gas).
Biogasanlagen liefern häufig Grundlaststrom oder Strom zu Spitzenverbrauchszeiten ohne lange Pausen dazwischen. Die Wirtschaftlichkeit hängt von den Preisen an der Strombörse ab. Diese Preise schwanken, je nachdem ob zu viel oder zu wenig Strom ins Netz eingespeist wird. Geringe Preise an der Strombörse weisen auf eine Überproduktion auf der Seite der Einspeisung hin. Mehrmals im Jahr werden Negativpreise erreicht. Die Speicherung von Biogas in Form von flüssigem Biomethan ermöglicht mehr Flexibilität in der Stromproduktion (Stromveredelung) und verhindert bei Stromüberproduktion, noch weiteren Strom ins Netz schicken zu müssen. Überschüssiges flüssiges Biomethan kann verkauft werden.